# Sabahriopsis
Sabahriopsis is een monotypisch geslacht van schimmels behorend tot de familie Cordieritidaceae. Het bevat alleen Sabahriopsis eucalypti.